# Peter Fletcher
Peter Fletcher (Manchester, 2 dicembre 1953) è un ex calciatore inglese, di ruolo attaccante.

## Carriera
Dopo aver giocato nelle giovanili del Manchester Utd esordisce tra i professionisti con i Red Devils nella stagione 1972-1973 quando, all'età di 19 anni, gioca 2 partite nella prima divisione inglese; rimane in squadra anche nella stagione successiva, durante la quale gioca ulteriori 5 partite in questa categoria, per poi nell'estate del 1974 venire ceduto all'Hull City come contropartita tecnica per Stuart Pearson, che aveva fatto per 200000 sterline il percorso inverso. Con le Tigers Fletcher trascorre due stagioni, durante le quali gioca in totale 34 partite in seconda divisione segnando 6 gol, i suoi primi in carriera tra i professionisti. Passa quindi allo Stockport County, con cui tra il 1976 ed il 1978 segna in totale 13 reti in 51 presenze in quarta divisione, categoria in cui poi gioca dal 1978 al 1980 con l'Huddersfield Town, con cui trascorre anche il biennio 1980-1982, per un totale di 99 presenze e 36 reti in campionato con la maglia dei Terriers, con i quali nella stagione 1979-1980 ha inoltre vinto il campionato di quarta divisione. Si ritira infine nel 1982, all'età di 29 anni, dopo un totale in carriera di 193 presenze e 54 reti nei campionati della Football League.

## Palmarès

### Club

#### Competizioni nazionali
- Campionato inglese di quarta divisione: 1

Huddersfield Town: 1979-1980

#### Competizioni giovanili
- Blue Stars/FIFA Youth Cup: 1

Manchester United: 1969